# Hastings (Minnesota)
Hastings és una població dels Estats Units a l'estat de Minnesota. Segons el cens del 2000 tenia 18.204 habitants.

## Demografia
Segons el cens del 2000, Hastings tenia 18.204 habitants, 6.642 habitatges, i 4.722 famílies. La densitat de població era de 694,5 habitants per km².
Dels 6.642 habitatges en un 37,4% hi vivien nens de menys de 18 anys, en un 56,8% hi vivien parelles casades, en un 10,6% dones solteres, i en un 28,9% no eren unitats familiars. En el 22,8% dels habitatges hi vivien persones soles el 8,5% de les quals corresponia a persones de 65 anys o més que vivien soles. El nombre mitjà de persones vivint en cada habitatge era de 2,64 i el nombre mitjà de persones que vivien en cada família era de 3,13.
Per edats la població es repartia de la següent manera: un 27,3% tenia menys de 18 anys, un 8,9% entre 18 i 24, un 30,6% entre 25 i 44, un 21,5% de 45 a 60 i un 11,7% 65 anys o més.
L'edat mediana era de 35 anys. Per cada 100 dones de 18 o més anys hi havia 97,7 homes.
La renda mediana per habitatge era de 53.145 $ i la renda mediana per família de 61.093 $. Els homes tenien una renda mediana de 41.267 $ mentre que les dones 27.973 $. La renda per capita de la població era de 22.075 $. Entorn del 2,1% de les famílies i el 4,9% de la població estaven per davall del llindar de pobresa.

## Poblacions més properes
El següent diagrama mostra les poblacions més properes.